# Thiersee

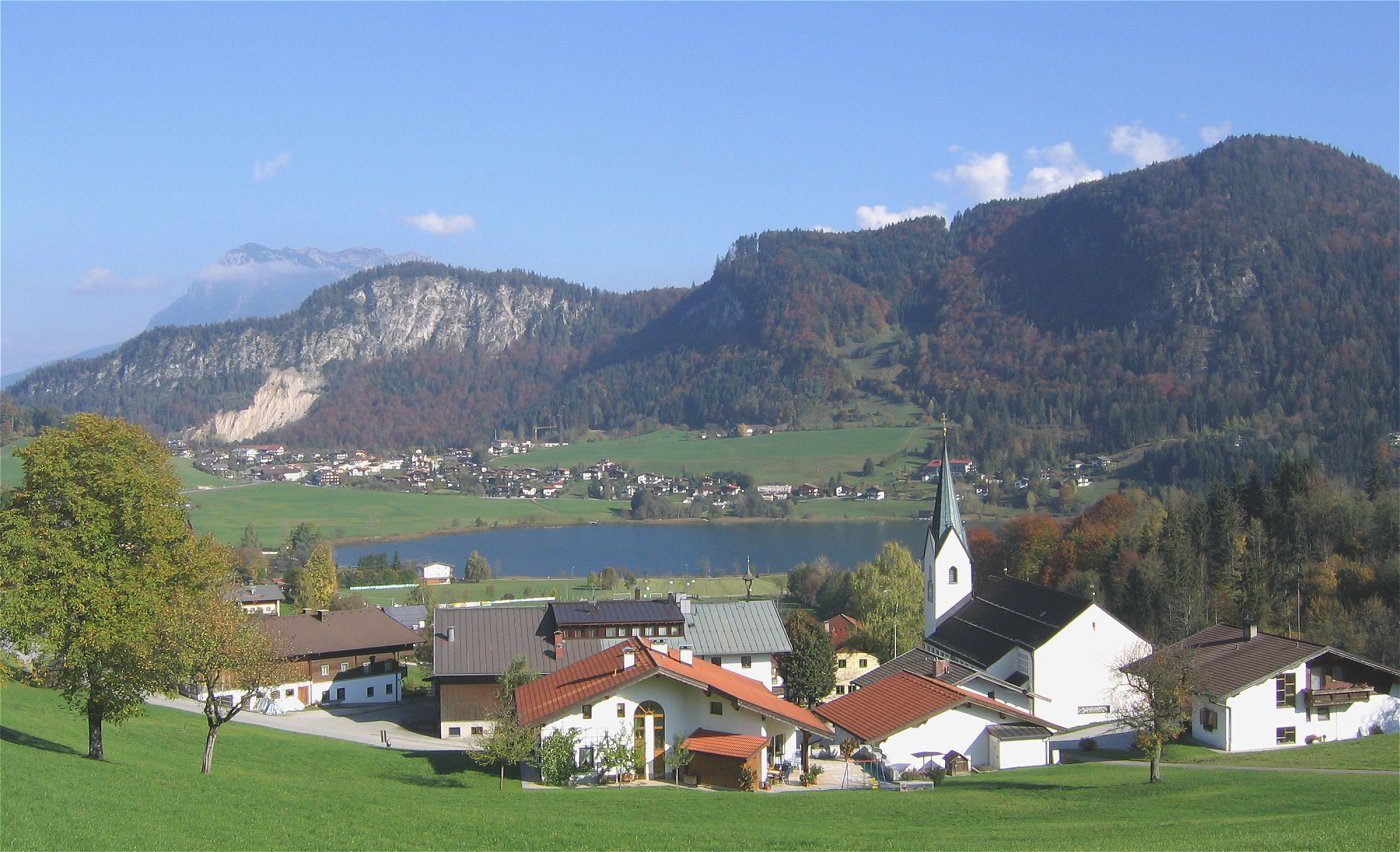
Vorderthiersee

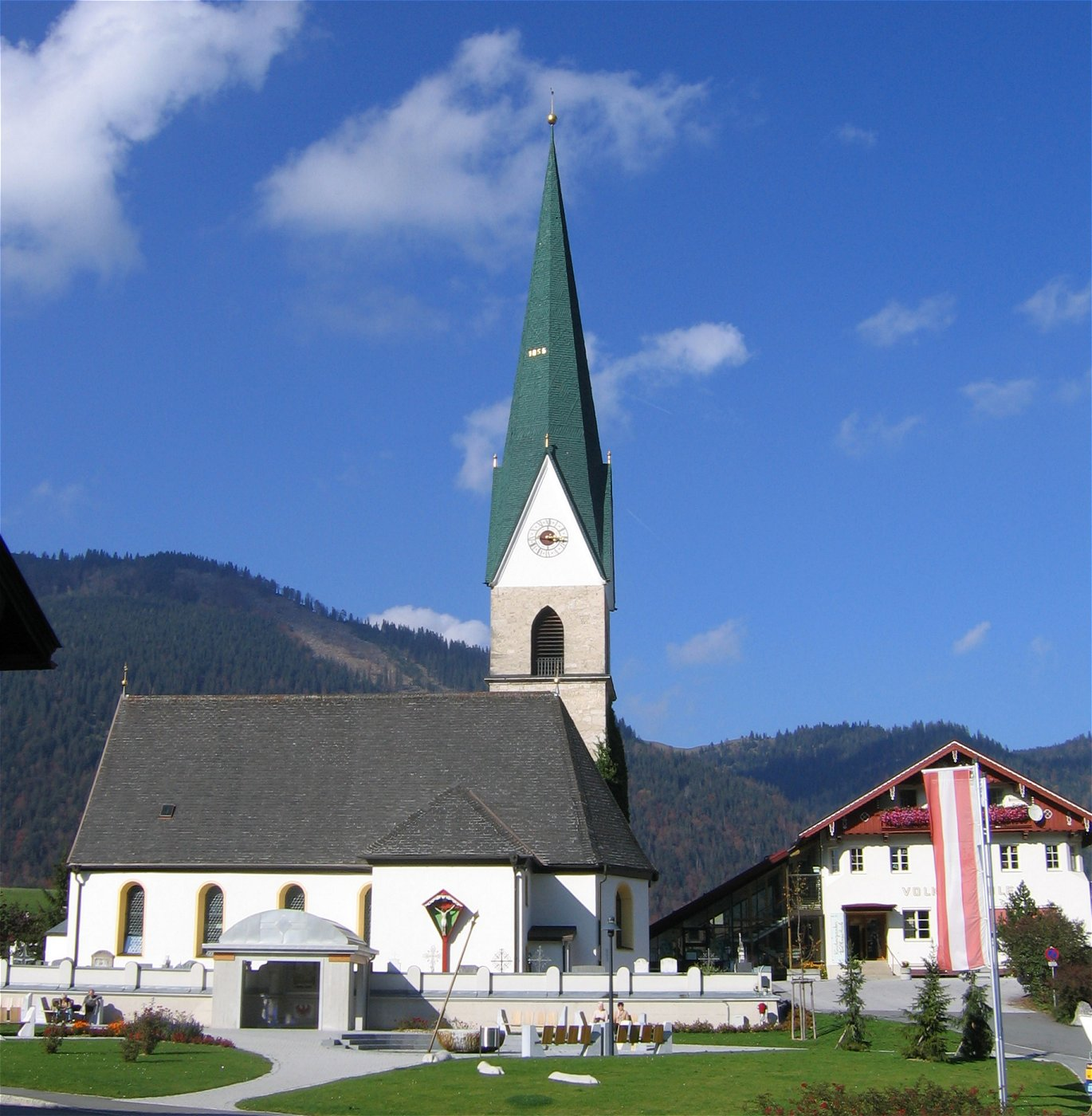
Kirche und Schulhaus in Hinterthiersee

Thiersee (mundartlich [ˈtɪɜʃa] ‚Tíascha‘) ist eine Gemeinde mit 3182 Einwohnern (Stand 1. Jänner 2024) im Bundesland Tirol, Bezirk Kufstein, Österreich. Die Gemeinde liegt im Gerichtsbezirk Kufstein.

## Geografie
Das Gemeindegebiet südöstlich des Ursprungpasses am gleichnamigen Thiersee erstreckt sich im Thierseetal und grenzt unmittelbar an den Freistaat Bayern.
Flächenmäßig ist Thiersee die zweitgrößte Gemeinde im Bezirk Kufstein und damit sogar größer als das Stadtgebiet von Innsbruck. Der höchste Punkt im Gemeindegebiet ist der Gipfel des Hinteren Sonnwendjochs mit 1986 m ü. A., der niedrigste Punkt liegt 530 m ü. A. hoch. 10,36 km² der Gemeindefläche werden landwirtschaftlich genutzt, 15,42 km² sind Almen und 76,16 km² Wälder.

### Gemeindegliederung
Die Gemeinde besteht aus der einzigen Katastralgemeinde Thiersee und gliedert sich in sechs Ortschaften (in Klammern Einwohnerzahl Stand 1. Jänner 2024):
- Almen (0)
- Hinterthiersee (519)
- Landl (497)
- Mitterland (598)
- Schmiedtal (199)
- Vorderthiersee (1369)

### Nachbargemeinden
| Schliersee                | Bayrischzell                                | Kiefersfelden |
| Rottach-Egern Brandenberg | Kompassrose, die auf Nachbargemeinden zeigt | Kufstein      |
| Breitenbach am Inn        | Angerberg                                   | Langkampfen   |

## Geschichte
Thiersee wurde erstmals im Jahr 1224 als Tyrsse schriftlich erwähnt und geht womöglich auf althochdeutsch *Teores-seo ‚See des Teor‘ zurück.
Das Gebiet gehörte bis 1504 zu Bayern. Im Spanischen Erbfolgekrieg wurde der Ort zwischen 1702 und 1704 mehrmals durch Plünderung und Brandschatzung schwer in Mitleidenschaft gezogen.
Am Anfang des 20. Jahrhunderts war Thiersee eine bäuerliche und verkehrstechnisch nicht erschlossene Gemeinde. Eine Fahrstraße von Kufstein nach Thiersee wurde erst während des Ersten Weltkrieges gebaut. In den folgenden Jahrzehnten setzte dann auch in Thiersee eine erhebliche Bautätigkeit mit der Tendenz zur Zersiedelung ein.

### Passionsspiele
1799 gelobten die Thierseer, um von ihrem Tal die Kriegsnot abzuhalten, dreimal jährlich in der Fastenzeit das Leiden und Sterben des Heilands vor der Margarethen-Kirche aufzuführen. Noch im selben Jahr wurde das erste Spielhaus errichtet. Immer wieder verboten Behörden das Spiel, dennoch hielten die Thierseer treu am Gelübde fest.
1926 wurde ein neues Spielhaus errichtet, das 1000 Besuchern Platz bietet. Heute finden die Passionsspiele im 6-Jahres-Rhythmus statt. Die Thierseer fassen ihr Spiel nicht als Brauchtumspflege auf, sondern als lebendiges Bekenntnis zum christlichen Glauben.
1999 konnte das 200-Jahr-Jubiläum der Passionsspiele gefeiert werden. Dazu wurden beim Passionsspielhaus zwei Nebengebäude dazugebaut und der Vorplatz neu gestaltet.

### Thierseer Filmgeschichte
Thiersee war von 1946 bis 1952 das Zentrum der österreichischen Filmproduktion. Insgesamt 18 Spielfilme wurden im genannten Zeitraum im Filmatelier produziert. Die zweite österreichische Nachkriegsproduktion „Wintermelodie“ von Produzent und Regisseur Eduard Wieser feierte am 14. August 1947 Premiere in Wien. Zu den in Thiersee gedrehten Filme gehören auch „Das doppelte Lottchen“, „Eroica“, „Blaubart“, „Der Weibsteufel“ und „Maria Chapdelaine“. Französische, englische, deutsche, österreichische und schweizerische Produktionsfirmen waren an den verschiedenen Filmen beteiligt. Stars wie Oskar Werner, Curd Jürgens, Attila Hörbiger, Paula Wessely, Hilde Krahl, Brigitte Horney oder Hans Albers standen in Thiersee vor der Kamera. Mitte 1952 wurde das Filmatelier in Thiersee von der ÖFA (Wienfilm) zugunsten ihrer Wiener Studios aufgegeben. Das Thierseer Atelier ist bis heute das einzige standortgebundene Filmatelier Tirols.

### Bevölkerungsentwicklung
| Thiersee: Einwohnerzahlen von 1869 bis 2024         | Thiersee: Einwohnerzahlen von 1869 bis 2024 | Thiersee: Einwohnerzahlen von 1869 bis 2024 | Thiersee: Einwohnerzahlen von 1869 bis 2024 | Thiersee: Einwohnerzahlen von 1869 bis 2024 |
| --------------------------------------------------- | ------------------------------------------- | ------------------------------------------- | ------------------------------------------- | ------------------------------------------- |
| Jahr                                                |                                             |                                             |                                             | Einwohner                                   |
| 1869                                                | 1869                                        |                                             | 1.129                                       | 1.129                                       |
| 1880                                                | 1880                                        |                                             | 1.151                                       | 1.151                                       |
| 1890                                                | 1890                                        |                                             | 1.149                                       | 1.149                                       |
| 1900                                                | 1900                                        |                                             | 1.257                                       | 1.257                                       |
| 1910                                                | 1910                                        |                                             | 1.292                                       | 1.292                                       |
| 1923                                                | 1923                                        |                                             | 1.301                                       | 1.301                                       |
| 1934                                                | 1934                                        |                                             | 1.557                                       | 1.557                                       |
| 1939                                                | 1939                                        |                                             | 1.574                                       | 1.574                                       |
| 1951                                                | 1951                                        |                                             | 1.840                                       | 1.840                                       |
| 1961                                                | 1961                                        |                                             | 1.845                                       | 1.845                                       |
| 1971                                                | 1971                                        |                                             | 2.118                                       | 2.118                                       |
| 1981                                                | 1981                                        |                                             | 2.263                                       | 2.263                                       |
| 1991                                                | 1991                                        |                                             | 2.555                                       | 2.555                                       |
| 2001                                                | 2001                                        |                                             | 2.712                                       | 2.712                                       |
| 2011                                                | 2011                                        |                                             | 2.851                                       | 2.851                                       |
| 2021                                                | 2021                                        |                                             | 3.135                                       | 3.135                                       |
| 2024                                                | 2024                                        |                                             | 3.182                                       | 3.182                                       |
| Quelle(n): Statistik Austria, Gebietsstand 1.1.2021 |                                             |                                             |                                             |                                             |

## Kultur und Sehenswürdigkeiten

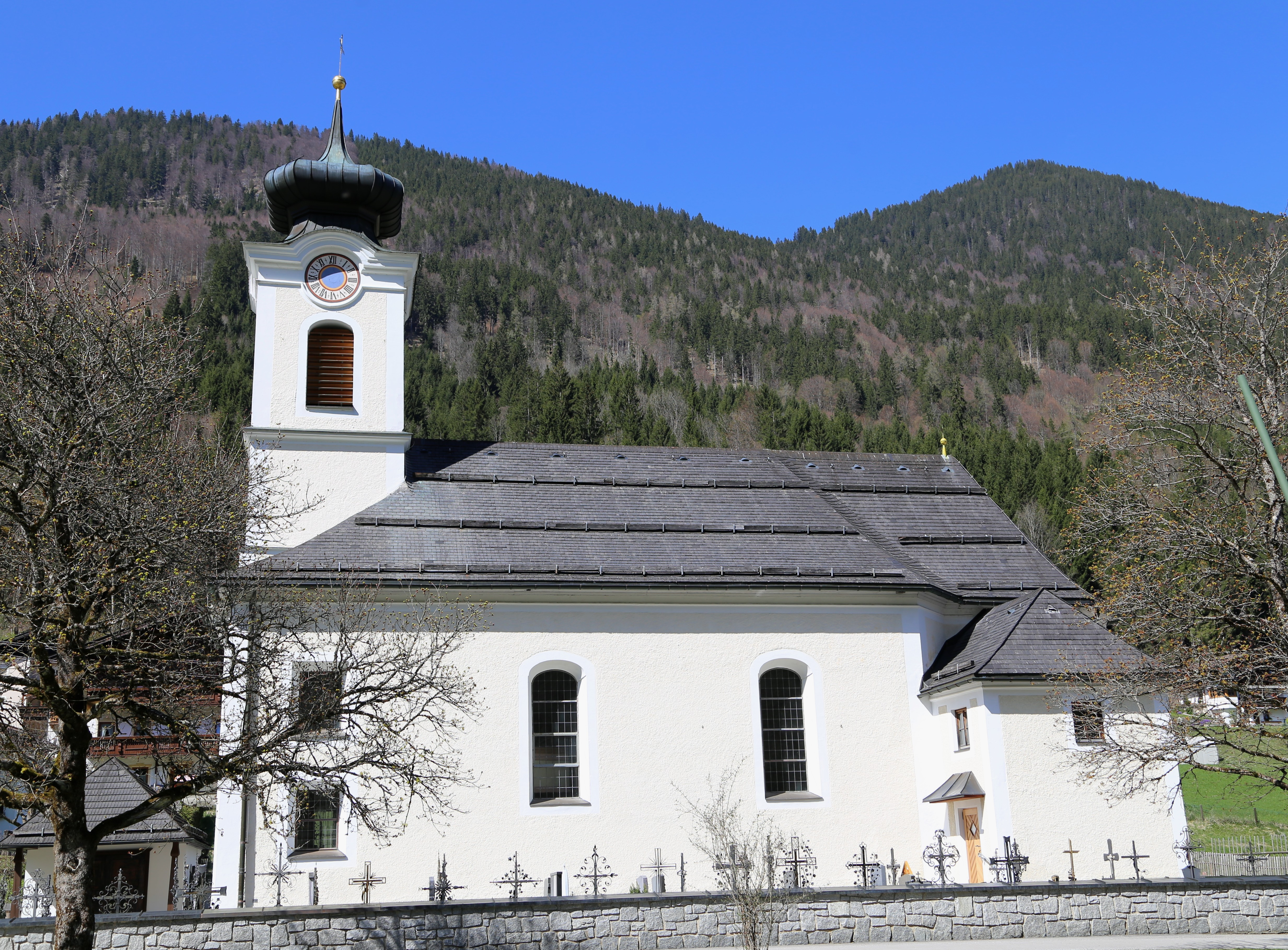
Pfarrkirche Thiersee-Landl

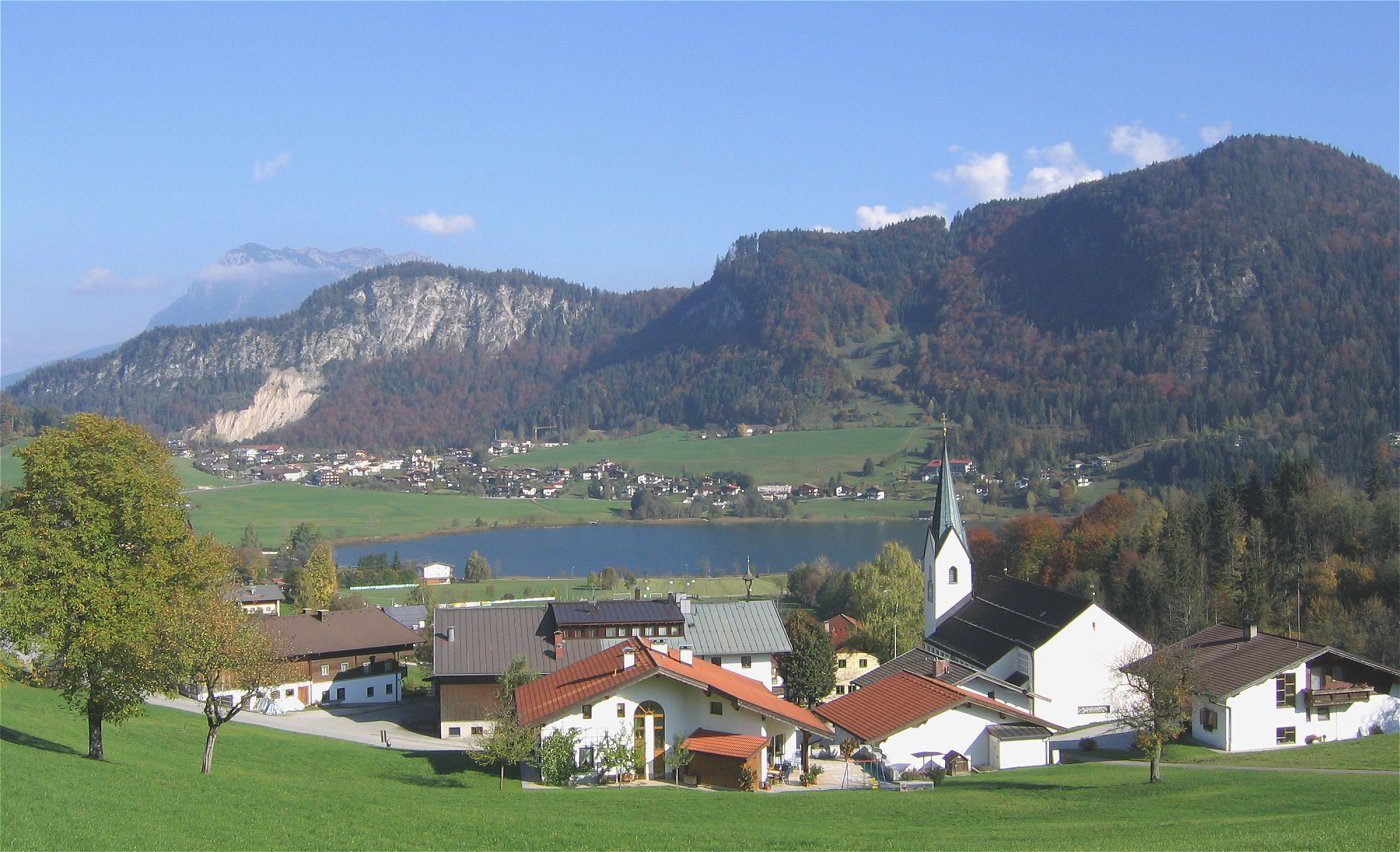
Pfarrkirche Vorderthiersee

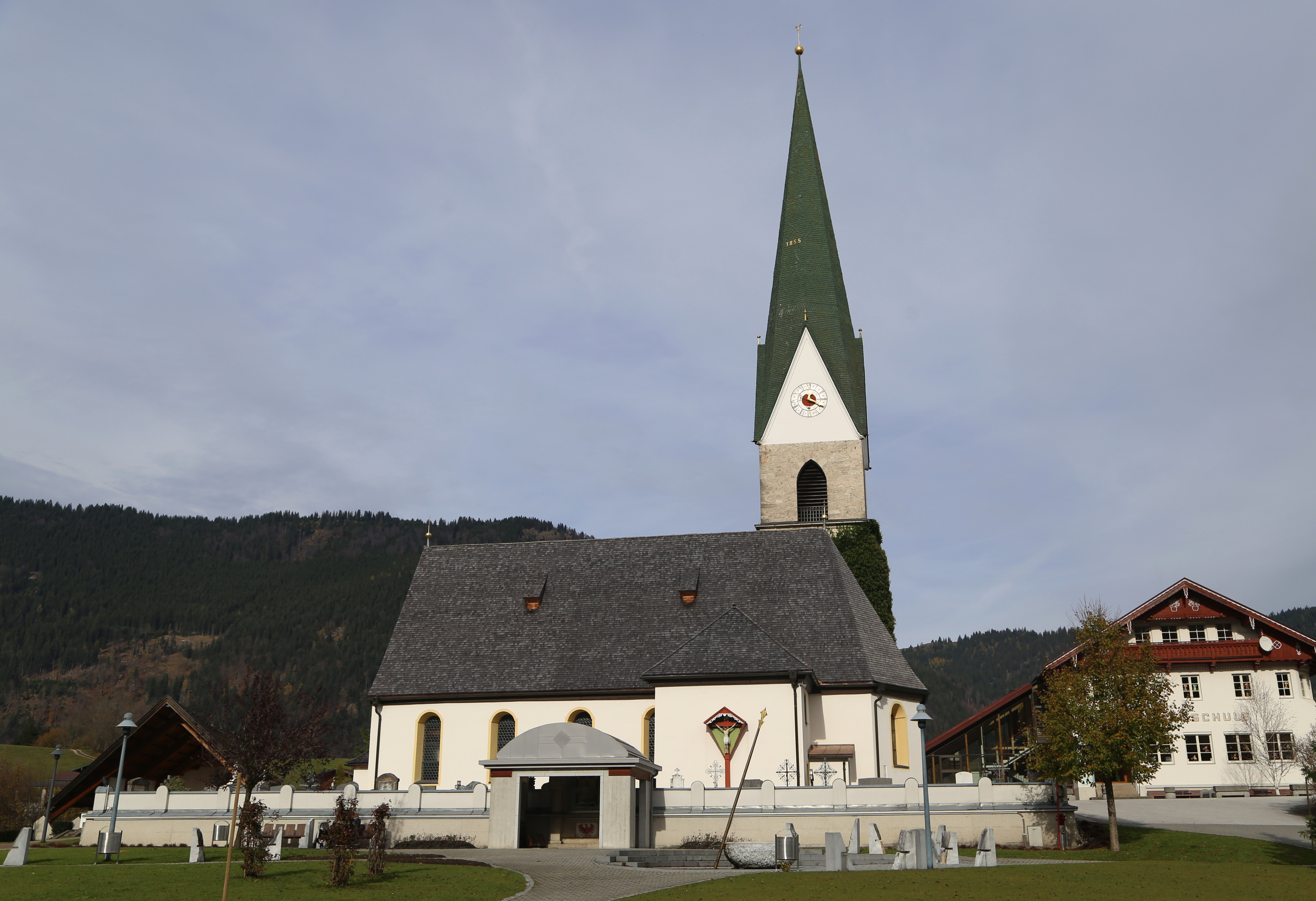
Pfarrkirche Hinterthiersee

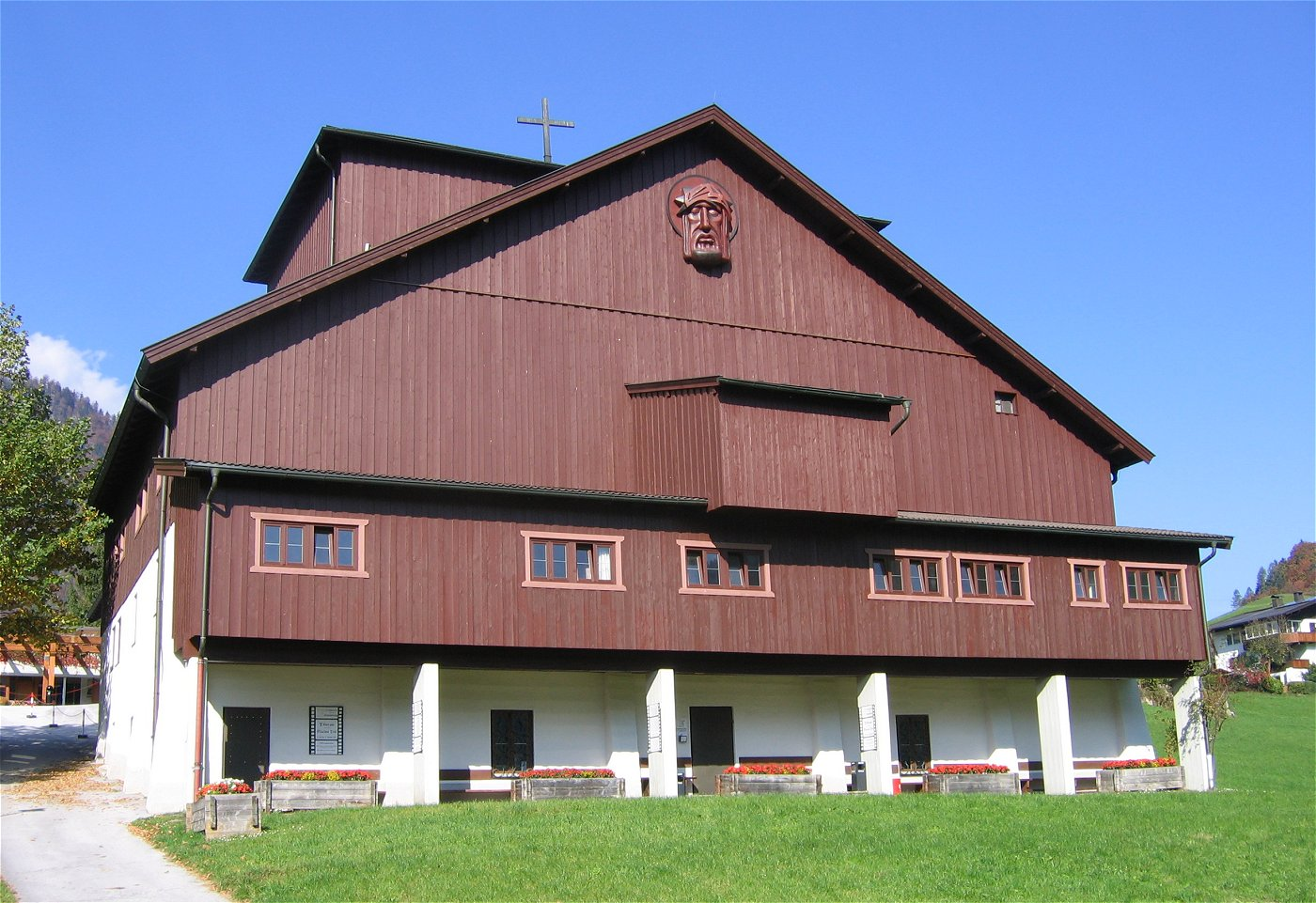
Passionsspielhaus

- Katholische Pfarrkirche Thiersee-Landl Mariahilf
- Katholische Pfarrkirche Vorderthiersee hl. Margareta
- Katholische Pfarrkirche Hinterthiersee hl. Nikolaus
- Passionsspielhaus (Europäisches Kulturdenkmal)
- Sieberer Denkmal in Landl
- Wachtl-Express – Schmalspurbahn von Kiefersfelden nach Wachtl

### Veranstaltungen
In Thiersee finden insbesondere im Sommer regelmäßig Feste und Veranstaltungen der Ortsvereine statt.
Die letzten Thierseer Passionsspiele fanden im Jahre 2022 statt.
Im September 2012 fand die Veranstaltungsreihe „SiXPACK & Friends goes Musical 2012“ im Festspielhaus Thiersee statt. Das Besondere an der erfolgreichen Produktion war unter anderem auch die Tatsache, dass alle Mitwirkenden, 22 Darsteller, 18 Musiker und 20 Techniker aus der Gemeinde Thiersee stammen.
Der Thierseer Leonhardiritt findet jedes Jahr am 6. November statt. Die Erstveranstaltung war 1704.

### Vereine
- Bergwacht Thiersee
- Bundesmusikkapelle Vorderthiersee
- Jakob-Sieberer-Schützenkompanie Landl, seit 1959
- Schützenkompanie Hinterthiersee
- Bundesmusikkapelle Landl
- Jungbauernschaft/Landjugend Thiersee
- Musikkapelle Hinterthiersee
- Norikerpferdezuchtverein Thiersee
- Obst- und Gartenbauverein
- Passionsspielverein Thiersee
- Trachten- und Brauchtumsverein
- Volksbühne Alpenland Thiersee
- Volkstanzgruppe Thiersee

### Sportvereine
- SV Thiersee (Ski- und Fußballverein)
- SC Hinterthiersee
- SK Landl
- EV Thiersee
- Tennisclub Thiersee
- Wuzzl Tenne (größter Tischfußballverein Tirols)[4]
- Tri & Run Thiersee

## Wirtschaft und Infrastruktur
Thiersee ist vor allem durch die Land- und Forstwirtschaft sowie den Tourismus geprägt. Touristisch stehen dabei der Badesee und das umliegende Naherholungs- und Ausflugsgebiet sowie die Passionsspiele im Vordergrund. Viele Thierseer pendeln nach Kufstein und generell ins Inntal aus. Einer der ältesten Betriebe in Thiersee ist die Aduis GmbH, die 1962 als Tischlerei gegründet wurde und heute als Versandunternehmen im Bereich Bastelbedarf tätig ist.
Die Gemeinde ist Mitglied des Tourismusverbandes Kufsteinerland.

### Verkehr
Im Öffentlichen Verkehr verkehren regelmäßig VVT-Busse der Firma Ledermair nach Thiersee und Kufstein:
- 4046: Kufstein – Vorderthiersee – Mitterland – Hinterthiersee
- 4047: Kufstein – Vorderthiersee – Schmiedtal – Landl

Seit Mai 2024 hält der DAV BergBus (Linie 396) Richtung Bahnhof München Ost in Thiersee und Hinterthiersee. Die Buslinie wird nur während der Sommersaison am Wochenende bedient und liegt komplett im Tarifgebiet des Münchner Verkehrs- und Tarifverbundes.

### Feuerwehren
- Vorderthiersee
- Mitterland
- Landl
- Hinterthiersee

## Politik

### Gemeinderat
Der Gemeinderat besteht aus 15 Mitgliedern.
| Partei                               | 2022  | 2022    | 2016  | 2016    | 2010  | 2010    |
| Partei                               | %     | Mandate | %     | Mandate | %     | Mandate |
| ------------------------------------ | ----- | ------- | ----- | ------- | ----- | ------- |
| Bürgermeister-Liste Thiersee         | 28,95 | 5       | 23,08 | 3       | 23,20 | 4       |
| Team Thiersee-Mitterland             | 15,76 | 2       | 17,34 | 3       | 12,23 | 2       |
| Liste Landl                          | 13,19 | 2       | 23,43 | 4       | 22,51 | 3       |
| Hinterthierseer Liste 2)             | 12,91 | 2       | 16,70 | 2       | 12,80 | 2       |
| Neos Thiersee                        | 11,35 | 2       |       |         |       |         |
| Menschen Freiheit Grundrechte        | 11,63 | 1       |       |         |       |         |
| Bürgerliste für Thiersee             | 6,20  | 1       |       |         |       |         |
| Projekt Impuls Thiersee              |       |         | 12,24 | 2       | 8,40  | 1       |
| Freiheitliche Thierseer Liste-FPÖ 1) |       |         | 7,21  | 1       | 2,00  | 0       |
| Wir Thierseer                        |       |         |       |         | 18,86 | 3       |

1) Die Partei trat 2010 unter dem Namen „FPÖ Thiersee“ an.
2) Die Partei trat 2016 und 2010 unter dem Namen „Gemeinsame Hinterthierseer Liste“ an.

### Bürgermeister
Bürgermeister ist seit 2022 Rainer Fankhauser. Sein Vorgänger war Hannes Juffinger, Vizebürgermeisterin war Silvia Schellhorn.
Bürgermeister seit 1900:
- 1900–1913 Georg Marksteiner, Bauer zu Hansen
- 1913–1914 Andreas Mairhofer, Bauer zu Gschwendt
- 1914–1919 Georg Marksteiner, Bauer zu Hansen
- 1919–1936 Johann Mairhofer, Bauer zu Ried
- 1936–1938 Johann Juffinger, Bauer zu Birchmoos
- 1938–1945 Michael Ellinger, Bauer und Bäcker
- 1945–1947 Anton Mairhofer, Wagner
- 1947–1965 Georg Marksteiner, Bauer zu Hansen
- 1965–1974 Johann Hornbacher, Bauer am Langhof
- 1974–1998 Johann Paukner, Betonfacharbeiter
- 1998–2004 Johann Pirchmoser, Sägewerker
- 2004–2022 Hannes Juffinger, Angestellter
- seit 2022 Rainer Fankhauser, Medizintechniker

### Wappen
Auf dem 1973 der Gemeinde verliehenen Wappen weisen zwei Lanzen auf das Passionsspiel hin:
Von Rot und Gold gespaltener Schild mit zwei schwarzen gekreuzten Lanzenspitzen, nach oben und links weisend.

## Persönlichkeiten

### Ehrenbürger
- Otto von Habsburg (1912–2011), Kaisersohn
- Michael Wieser (1931–2009), Pfarrer von Thiersee (Ehrenbürgerschaft 2012 aberkannt)[15]
- 1999: Helmut Wlasak (1930–2012), Kammerschauspieler
- 1999: Johann Paukner, Bürgermeister (1974–1998)

### Weitere Persönlichkeiten
- Jakob Sieberer (* 1766 in Landl; † 1814 in Trient), Schützenmajor und Gefährte des Tiroler Freiheitskämpfers Andreas Hofer[16]
- Hans Moser (* 1939), Germanist
- Martina Lechner (* 1978), ehemalige Skirennläuferin
- Barbara Thaler (* 1982), Politikerin (ÖVP), seit 2024 Präsidentin der Tiroler Wirtschaftskammer